# 아마시 쥬리
아마시 쥬리(일본어: 天紫 珠李 あまし じゅり[*], 1월 10일 - )는 다카라즈카 가극단 츠키구미에 속한 여역이다.
도쿄도 세타가야구, 타마가와 성학원 출신이다. 키 166cm, 애칭은 "쥬리"이다.

## 약력
2013년, 다카라즈카 음악학교 입학.
2015년 다카라즈카 가극단 101기생으로 입단. 츠키구미 공연 「1789」로 남역으로서 초무대. 그 후, 츠키구미에 배속.
2017년 12월 25일자로 여역으로 전향.
2019년, 타마키 료ㆍ미소노 사쿠라 톱콤비 대극장 오히로메 공연인 「몽현무쌍」으로 신인공연 첫 히로인. 이어서 「체게바라」 (일본청년관ㆍ드라마시티 공연)으로 전과 이사의 토도로키 유우의 상대역을 맡아, 동상공연 첫 히로인.
2021년, 「유령형사」로 바우홀 공연 첫 히로인. 톱스타 타마키 료의 상대역을 맡음.
2022년 「부에노스아이레스의 바람」 (일본청년관ㆍ드라마시티 공연)으로 2번째 동상 공연 히로인.

## 인물
다카라즈카 첫 관극은 토도로키 유우 주연의 유키구미 공연 「노바・보사・노바／재회」였다. 어릴 때 정신없이 본 것을 기억하고 있다.
초등학교 6학년부터 본격적으로 클래식 발레 레슨을 바다, 고등학생 때 유즈키 레온의 무대 모습을 동경해, 음악학교 수험을 결의했다.
입단 후 3년만에 남역에서 여역으로 전향하는 계기가 된 것은 뮤직 퍼포먼스 「MOON SKIP」이다. 어느 장면에서 여역으로 분장해 춤을 추었을 때, 지금까지 경험해본 적이 없는 해방감에 휩싸여 즐기고 있는 자신을 깨닫고 전향을 결심했다. 그러나 남역으로서 길러온 것을 제로로 하고, 재시작하는 것은 어려웠고, 손동작이나 목소리 내는 법, 대사 말하는 법 등 모르는 것 투성이로 갈등의 나날이 계속되고 있었다. 고민하고 있을 때, 같은 남역 출신의 톱여역 마나키 레이카로부터 어드바이스를 받아, 남역을 해봤기에, 이상향의 여역의 본연의 자세 등도 알 수 있지 않을까라며 생각이 깊어졌다고 한다.

## 주요 무대
| 기간 (월)         | 소속 | 제목                                                      | 공연장                                 | 배역                                           | 비고                                    |
| ----------------- | ---- | --------------------------------------------------------- | -------------------------------------- | ---------------------------------------------- | --------------------------------------- |
| 2015년            |      |                                                           |                                        |                                                |                                         |
| 4 - 6             | 츠키 | 1789 -바스티유의 연인들-                                  | 다카라즈카 대극장                      |                                                | 초무대                                  |
| 2015년, 남역 시절 |      |                                                           |                                        |                                                |                                         |
| 6 - 7             | 츠키 | 1789 -바스티유의 연인들-                                  | 도쿄 다카라즈카 극장                   |                                                |                                         |
| 8 - 9             | 츠키 | A-EN ARTHUR VERSION                                       | 바우홀                                 | 줄리안                                         |                                         |
| 11 - 2016년 2     | 츠키 | 舞音-MANON-                                               | 다카라즈카 대극장 도쿄 다카라즈카 극장 | 물의 정령 모리스 듀란 (신인공연)               | 본역 : 키오 카나데                      |
| 11 - 2016년 2     | 츠키 | GOLDEN JAZZ                                               | 다카라즈카 대극장 도쿄 다카라즈카 극장 |                                                |                                         |
| 2016년            |      |                                                           |                                        |                                                |                                         |
| 6 - 9             | 츠키 | NOBUNAGA〈信長〉- 하천의 꿈-                              | 다카라즈카 대극장 도쿄 다카라즈카 극장 | 삿사 나리마사 (신인공연)                       | 본역 : 키죠 미츠루                      |
| 6 - 9             | 츠키 | Forever LOVE!!                                            | 다카라즈카 대극장 도쿄 다카라즈카 극장 |                                                |                                         |
| 10                | 츠키 | FALSTAFF                                                  | 바우홀                                 |                                                |                                         |
| 10 - 11           | 츠키 | Bow Singing Workshop〜츠키〜                              | 바우홀                                 |                                                |                                         |
| 2017년            |      |                                                           |                                        |                                                |                                         |
| 1 - 3             | 츠키 | 그랜드호텔                                                | 다카라즈카 대극장 도쿄 다카라즈카 극장 | 벨보이/바텐더 (신인공연)                       | 본역 : 카시로 아오이                    |
| 1 - 3             | 츠키 | 카르셀 윤무곡                                             | 다카라즈카 대극장 도쿄 다카라즈카 극장 |                                                |                                         |
| 4 - 5             | 츠키 | 유리색의 각                                               | 드라마시티 TBS아카사카ACT시어터        | 시종                                           |                                         |
| 7 - 10            | 츠키 | All for One                                               | 다카라즈카 대극장 도쿄 다카라즈카 극장 | 조르주 (신인공연)                              | 본역 : 카자마 유노                      |
| 2018년, 여역 시절 |      |                                                           |                                        |                                                |                                         |
| 2 - 5             | 츠키 | 컴퍼니 -노력 (레슨), 열정 (패션), 그리고 동료들 (컴퍼니)- | 다카라즈카 대극장 도쿄 다카라즈카 극장 | 아리아케 사라 (신인공연)                       | 본역 : 사오토메 와카바                  |
| 2 - 5             | 츠키 | BADDY -악당은 달에서 온다-                                | 다카라즈카 대극장 도쿄 다카라즈카 극장 | 푸링                                           |                                         |
| 7                 | 츠키 | 애성녀 - Sainte♡d’Amour -                                 | 바우홀                                 | 파멜라 슈바리                                  |                                         |
| 8 - 11            | 츠키 | 엘리자베트 -사랑과 죽음의 윤무-                           | 다카라즈카 대극장 도쿄 다카라즈카 극장 | 마델레네 (흑천사) 헬레네 (신인공연)            | 본역 : 카노하 토키                      |
| 2019년            |      |                                                           |                                        |                                                |                                         |
| 1                 | 츠키 | ON THE TOWN                                               | 도쿄국제포럼                           | 다이아몬드 에디즈 걸 S                         |                                         |
| 3 - 6             | 츠키 | 몽현무상                                                  | 다카라즈카 대극장 도쿄 다카라즈카 극장 | 코챠/흰 까마귀 오츠우 (신인공연)               | 본역 : 미소노 사쿠라 신인공연 첫 히로인 |
| 3 - 6             | 츠키 | 크룬테이프 천사의 도시                                    | 다카라즈카 대극장 도쿄 다카라즈카 극장 |                                                |                                         |
| 7 - 8             | 츠키 | 체게바라                                                  | 일본청년관 드라마시티                  | 알레이다 마르티                                | 동상 첫 히로인                          |
| 10 - 12           | 츠키 | I AM FROM AUSTRIA -고향은 단풍-                           | 다카라즈카 대극장 도쿄 다카라즈카 극장 | 아멜리아 헬더 발트포겔 (신인공연) /제과부 여자 | 본역 : 카게츠 미야코                    |
| 2020년            |      |                                                           |                                        |                                                |                                         |
| 2                 | 츠키 | 적과 흑                                                   | 미소노좌                               | 마틸드                                         |                                         |
| 9 - 2021년 1      | 츠키 | WELCOME TO TAKARAZUKA -눈과 달과 꽃과-                    | 다카라즈카 대극장 도쿄 다카라즈카 극장 |                                                |                                         |
| 9 - 2021년 1      | 츠키 | 피가로 광소곡                                             | 다카라즈카 대극장 도쿄 다카라즈카 극장 | 미스 탄겟 (미스)                               |                                         |
| 2021년            |      |                                                           |                                        |                                                |                                         |
| 3                 | 츠키 | 유령형사 ~안녕하기 그 전에~                               | 바우홀                                 | 모리 스마코                                    | 바우 첫 히로인                          |
| 5 - 8             | 츠키 | 오란키 (桜嵐記)                                           | 다카라즈카 대극장 도쿄 다카라즈카 극장 | 중궁 아키코/고묘 천황 노년의 여성 (신인공연)   | 본역 : 카게츠 미야코                    |
| 5 - 8             | 츠키 | Dream Chaser                                              | 다카라즈카 대극장 도쿄 다카라즈카 극장 |                                                |                                         |
| 10 - 11           | 츠키 | 강안개의 다리                                             | 하카타좌                               | 오쿠미                                         |                                         |
| 10 - 11           | 츠키 | Dream Chaser-새로운 꿈에-                                 | 하카타좌                               |                                                |                                         |
| 2022년            |      |                                                           |                                        |                                                |                                         |
| 1 - 3             | 츠키 | 오늘 밤, 로망스 극장에서                                  | 다카라즈카 대극장 도쿄 다카라즈카 극장 | 요시카와 아마네/아마기리 디아나 (신인공연)     | 본역 : 하루네 아키                      |
| 1 - 3             | 츠키 | FULL SWING!                                               | 다카라즈카 대극장 도쿄 다카라즈카 극장 |                                                |                                         |
| 5                 | 츠키 | 부에노스아이레스의 바람                                   | 일본청년관 드라마시티                  | 이사벨라                                       | 동상 히로인                             |
| 7 - 10            | 츠키 | 위대한 개츠비                                             | 다카라즈카 대극장 도쿄 다카라즈카 극장 | 머틀 윌슨                                      |                                         |

## 출연 이벤트
- 2017년 11 - 12월, 우즈키 하야테 뮤직 퍼포먼스 『MOON SKIP』
- 2018년 12월, 다카라즈카 스페셜 2018 『Say! Hey! Show Up!!』
- 2019년 1월, 『연극인제』 (외부출연)

## 수상 이력
- 2021년, 한큐스미레회 팬지상 - 신인상